# Riberola

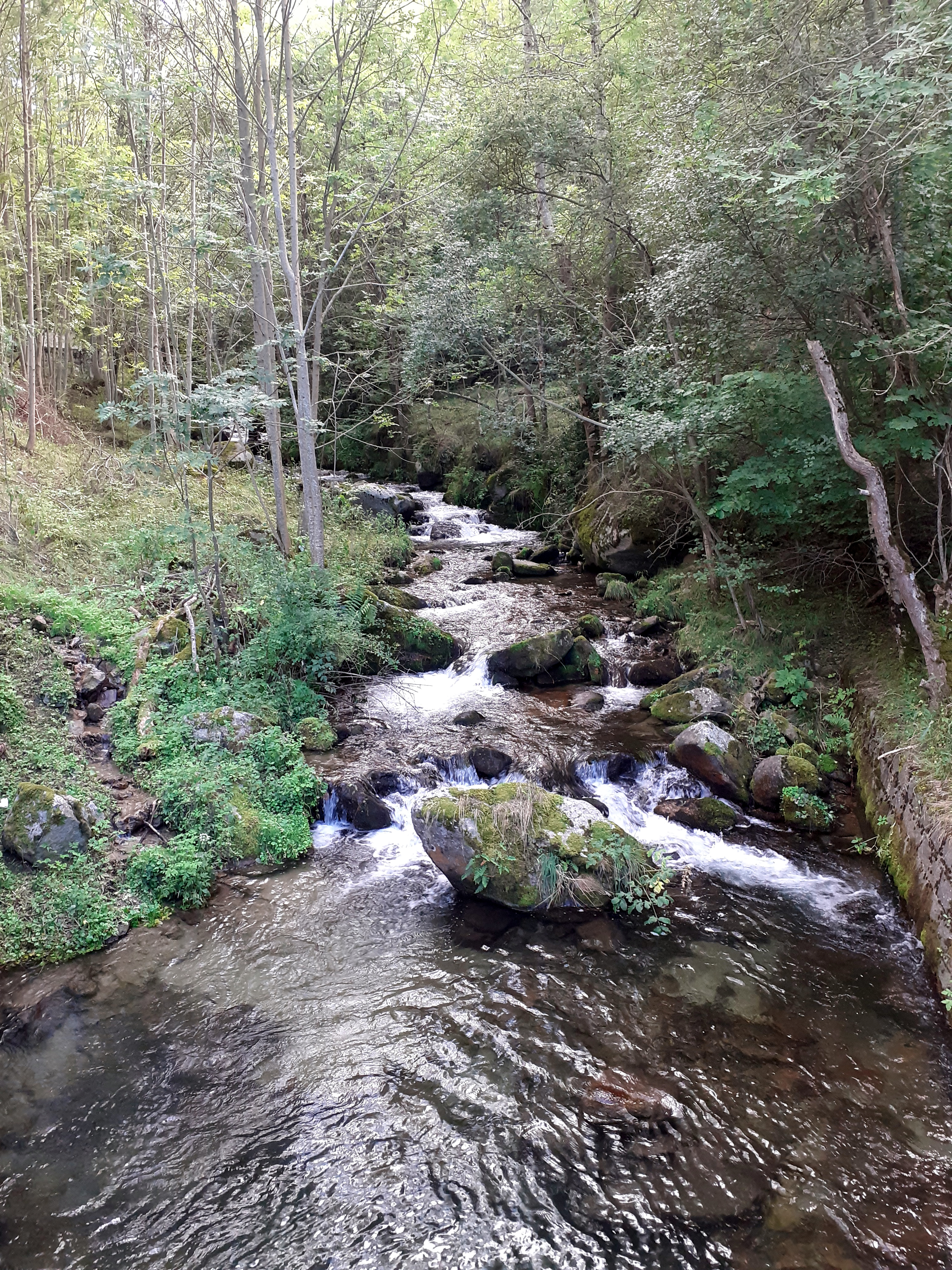
La Riberola

La Riberola est une rivière de l'Est des Pyrénées, sur la commune de Fontpédrouse.